# Дневник Глумова
«Дневник Глумова» — советский короткометражный фильм 1923 года, первый фильм Сергея Михайловича Эйзенштейна.

## История создания
«Дневник Глумова» стал ключевым моментом в карьере и жизни Сергея Эйзенштейна, поскольку обусловил его переход от театральной режиссуры к кинорежиссуре. Этот фильм создавался как часть театральной постановки 1-го рабочего театра Пролеткульта 1923 года «Мудрец», являвшейся постановкой комедии Александра Островского 1868 года «На всякого мудреца довольно простоты». Целью Пролеткульта в то время было создание новой, революционной эстетики, подходящей для пролетариата, и Эйзенштейн изменил комедию Островского согласно этим требованиям. Он перенёс действие в Париж, а героями сделал русских эмигрантов. Также Эйзенштейн изменил эстетику пьесы в целом, добавив в неё элементы циркового стиля и комедии дель арте.
«Дневник Глумова» является первым примером использования в кинематографе концепции «монтажа аттракционов» Эйзенштейна. По его мнению, подлинно зрелищный кинематограф должен поражать зрителя различными яркими и неожиданными моментами, чтобы передать какую-либо идею или аффект. Аттракцион — минимальная часть любого зрелища, «самостоятельный и первичный элемент конструкции спектакля — молекулярная (то есть составная) единица действенности театра». Аттракциону Эйзенштейн противопоставлял понятие трюка — замкнутого на самом себе зрелищного действия, в то время как аттракцион определяется своей способностью вызвать эмоциональный отклик у зрителя. Именно работая над «Дневником Глумова», Эйзенштейн пришёл к пониманию цирка и мюзик-холла как источника идей и способов работы со зрителем для кинематографа.
В начале 1923 года Борис Михин, директор 3-й фабрики Госкино, выделил Эйзенштейну необходимые материалы и назначил Дзигу Вертова консультантом. Однако, после съёмки первых кусков фильма Вертов отказался от участия в съёмочном процессе (согласно автобиографии Эйзеншейна). Фильм снимался в апреле 1923 неподалеку от особняка Морозова в Москве, где проходили постановки Пролеткульта, за несколько дней до премьеры пьесы, и был показан непосредственно во время театральной постановки.
Фильм был также включён в 16-й номер «Киноправды» Дзиги Вертова, выпущенный 21 мая 1923 года под названием «Весенние улыбки Пролеткульта».

## Реставрация
Считавшийся утерянным шестнадцатый номер «Киноправды», частью которого являлся «Дневник Глумова», был обнаружен в Красногорске в 1977 году, отреставрирован и включён в различные DVD-издания. Однако ведутся споры по поводу того, сохранён ли в реставрированной версии правильный порядок сцен.

## Сюжет
Фильм состоит из трёх частей, каждую из которых показывали в различные моменты постановки.
Первая часть начинается с Эйзенштейна, снимающего шляпу и приветственно помахивающего рукой, на фоне плаката с анонсом постановки; затем мы видим Григория Александрова в роли Глумова, на фоне этого же плаката, и остальных героев, делающих комичные гримасы. Однако существует мнение, что эта часть на самом деле должна была быть показанной в конце постановки, а не в её начале.
Вторая часть рассказывает о том, как был украден дневник Глумова. Она была непосредственно связана с постановкой, поскольку актёр, выбегавший со сцены, появлялся на экране, где он полз по фасаду здания, в котором и проходила постановка. Затем он забирался в самолёт, выпрыгивал из него, приземляясь в автомобиль, который подвозил его к дверям театра. После чего актёр (уже в реальности) возвращался на сцену, неся в руках катушку с киноплёнкой.
Третья часть метафорически показывала содержание дневника Глумова при помощи техники стоп-камеры, схожей с использовавшейся в ранних фильмах Жоржа Мельеса. Фильм заканчивался сценой свадьбы Глумова и Машеньки, где они показывали другим героям кукиш в ответ на просьбы одолжить денег.

## В ролях
- Григорий Александров — Глумов 2
- Александр Антонов — Жофр
- Сергей Эйзенштейн — камео
- Михаил Гоморов — Турусина
- Вера Музыкант — Машенька
- Иван Пырьев —  клоун-фашист
- Максим Штраух — Милюков-Мамаев
- Вера Янукова — Мамаева
- Иван Языканов — Глумов 1